# 莫朗迪耶
莫朗迪耶（法語：Molandier，法語發音：[mɔlɑ̃dje] ⓘ）是法国奥德省的一个市镇，属于卡尔卡松区。

## 地理
莫朗迪耶（43°14'46"N, 1°42'57"E）面积19.84 平方千米，位于法国奧克西塔尼大區奥德省，该省份为法国南部沿海省份，北起塔恩省，西北接上加龙省，西接阿列日省，南至东比利牛斯省，东临地中海，东北与埃罗省接壤。
与莫朗迪耶接壤的市镇（或旧市镇、城区）包括：马泽尔、贝尔佩什、法雅克拉勒朗克、拉卢维耶尔洛拉盖、梅泽维尔、日贝勒。

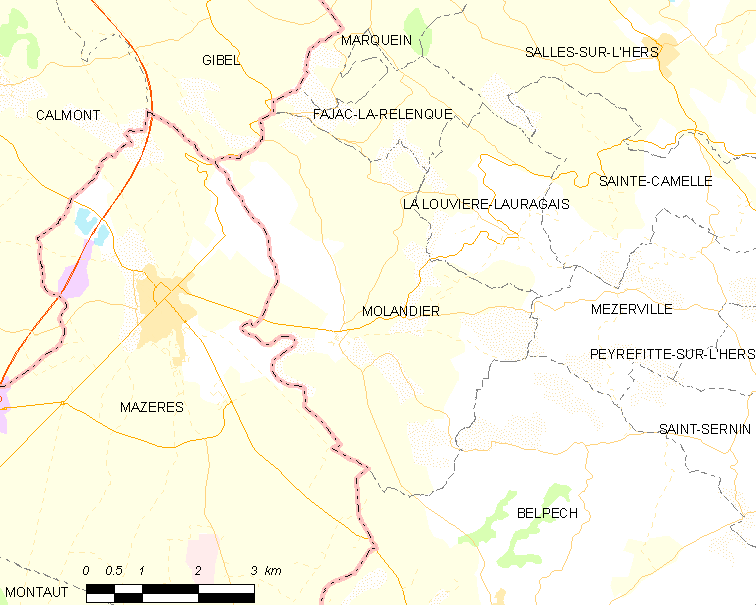
莫朗迪耶的OSM定位图

莫朗迪耶的时区为UTC+01:00、UTC+02:00（夏令时）。

## 行政
莫朗迪耶的邮政编码为11420，INSEE市镇编码为11236。

## 政治
莫朗迪耶所属的省级选区为拉皮耶日欧拉泽斯县。

## 人口

1962-2008年间莫朗迪耶人口变化图示

莫朗迪耶于2022年1月1日时的人口数量为251人。